# Волшебная страна (Волков)
Волше́бная страна́ — мир, описанный в сказочных повестях Александра Волкова. Поскольку первая книга цикла — «Волшебник Изумрудного города» (1939) — является вольным пересказом сказки «Удивительный волшебник из страны Оз» (англ. «The Wonderful Wizard of Oz», 1900) Л. Ф. Баума, Волшебная страна имеет много общего с придуманной Баумом страной Оз. Однако пересказ этот во многом отличается от оригинала, а сюжеты последующих пяти книг Волкова уже не связаны напрямую с миром Оз, и можно сказать, что между этими двумя мирами больше различий, чем общих черт.
Можно сказать, что Волшебная страна — один из первых фэнтезийных миров, придуманных русскоязычными писателями.

## География
Волшебная страна находится в глубине Северной Америки, к северо-востоку от штата Канзас. От случайных путников из внешнего мира её надёжно защищают Вели́кая пусты́ня и Кругосве́тные го́ры — кольцевой хребет, охватывающий всю страну. Дополнительным препятствием на пути в Волшебную страну является цепь чёрных камней, установленных злой волшебницей Гингемой, — эти камни притягивают всех чужестранцев, направляющихся в сторону Волшебной страны.
Сама Волшебная страна не очень велика — порядка нескольких сотен километров в диаметре, — но отличается большим разнообразием ландшафтов. 

### Геология и рельеф
Территория внутри кольца Кругосветных гор большей частью представляет собой равнину, но есть и гористые районы — например, к северу от Розовой страны (Гора Марранов) и на западе Фиолетовой страны.
Уникальным природным объектом Волшебной страны является Пещера, или Подземелье — огромная подземная полость, слабо освещённая неярким светом, исходящим от золотистых облаков под сводом. К основному пространству Пещеры прилегает запутанный каменный лабиринт переходов. В Подземелье имеются богатые залежи металлов и драгоценных камней — основа экономики Страны подземных рудокопов (хотя есть рудники и на поверхности Волшебной страны, например, изумруды в древности добывали в юго-западных отрогах Кругосветных гор). В так называемой Священной пещере (участок подземного лабиринта) находится единственный известный источник Усыпительной воды, вызывающей подобный смерти сон и полную потерю памяти (талисманами, защищающими от недолгого воздействия паров Усыпительной воды, являются бриллианты), причём время, проведённое в состоянии волшебного сна, не влияет на биологический возраст. Первоначально источник представлял собой естественный бассейн, раз в месяц наполнявшийся Усыпительной водой. После случайного разрушения источника была пробурена скважина, позволявшая получать Усыпительную воду в любое время.
В Пещере есть большое озеро, называемое Срединным, а также подземная река, начинающаяся далеко за пределами Волшебной страны, в малоизвестной пещере в штате Айова.
Крупнейшая река Волшебной страны — Большая река, огибающая Зелёную страну с юго-запада и юга и протекающая через Фиолетовую страну. Местонахождение её истока и устья неизвестны. Существуют менее крупные реки. Из повести Огненный бог Марранов известно название одной из них — это речка Аффи́ра, протекающая в окрестностях Изумрудного города. В правление Страшилы Трижды Премудрого вокруг Изумрудного города был прорыт канал (длина канала — 4 мили (6,4 километра), ширина — 500 футов (152 метра)), превративший Изумрудный город в остров.

### Климат
По волшебству древнего волшебника Гуррикапа на всей территории Волшебной страны царствует вечное лето, что позволяет деревьям плодоносить круглый год. Лишь однажды, из-за колдовских козней старой противницы Гуррикапа злой феи Арахны на большей части Волшебной страны наступило резкое похолодание, лето сменилось осенью, а затем и непривычной для чудесного края зимой. (К счастью, зима в Волшебной стране продержалась недолго: когда магия Арахны утратила силу, лето снова вступило в свои права.) Дожди и грозы в Волшебной стране редки, но если уж случаются, то обладают чудовищной силой. Примеры сильных гроз:
- В книге «Волшебник Изумрудного города» во время путешествия Элли и её друзей к Стелле ночью на острове посреди Большой реки началась сильная гроза с бурей и сильным ливнем. Ливень хлестал всю ночь и этого оказалось достаточно, чтобы началось наводнение, в котором едва не погибли Элли, Тотошка и Лев.
- В книге «Огненный бог Марранов» слуга Урфина Джюса деревянный клоун Эот Линг, изучая народ Марранов, пережил две сильные грозы. С его слов «Грозы в стране Прыгунов ужасны. Молнии сверкают беспрерывно, раскаты грома, отражаясь от горных склонов, сливаются в протяжный оглушительный гул, дождь льёт потоками. Молнии часто ударяют в соломенные шалаши Марранов и зажигают их. Обитатели выскакивают прочь и в ужасе смотрят на бушующее пламя, даже не пытаясь его погасить»[4]

Лежащая под Волшебной страной огромная Пещера тоже относится к чудесному краю, однако магия Гуррикапа там действует лишь отчасти. На территории Пещеры царит не вечное лето, а вечная осень. Не работает там и серебряный свисточек Рамины. С другой стороны, пёс Тотошка, попав туда, начинает говорить — так же, как и чудесные существа: Страшила, Железный Дровосек и Деревянные Дуболомы.

## Природа

### Животный мир
Звери и птицы наделены даром человеческой речи (и интеллектом). Животные, попадающие в Волшебную страну из внешнего мира, также получают возможность говорить уже в районе Кругосветных гор.  В Волшебной стране встречаются растения и животные давно вымершие во всём остальном мире видов (как, например, саблезубые тигры), а также видов, никогда там не существовавших или вообще невозможных.
Необыкновенные животные Волшебной страны:
- Саблезубые тигры — огромные свирепые хищники, обитали большей частью в Тигровом лесу (между Голубой и Изумрудной странами, на правом берегу Большой реки) и были впоследствии истреблены подобревшими дуболомами по приказу Страшилы Трижды Премудрого. Страдали агорафобией и никогда не покидали лес.
- Летучие Обезьяны — крылатые существа, сами по себе не злые, но опасные противники в случае сражения; долгие века подчинялись приказам владельцев Золотой Шапки, были, по сути, их рабами. Уже 5000 лет назад имели достаточно прочную репутацию; одно упоминание об их дружбе со Стеллой заставило Арахну отказаться от битвы.
- «Паук» — возможно, самое страшное существо Волшебной страны. Встречается в книге «Волшебник Изумрудного города». Живёт в лесу на правом берегу Большой реки, в окрестностях гор Прыгунов. Наводит страх на всех лесных жителей. Охотится на крупных животных, может поймать быка. Подробное описание чудовища не даётся, ясно только, что он походит на паука, как видно из его названия. По словам лесного Тигра, Паук в два раза больше слона, когда он идёт через лес, то с лёгкостью валит деревья. Тигр также упоминает, что Паук питается кровью своих жертв. Как ни странно, Паука с лёгкостью одолел Трусливый Лев, который оторвал монстру его голову, державшуюся на тонкой длинной шее (это единственное явное отличие от простого паука). После этой победы все лесные жители признали Льва своим царём.
- Шестилапые[5] — крупные всеядные звери, обитающие в Подземелье; говорят очень плохо, так как имеют очень толстые языки. Используются Подземными Рудокопами в качестве тягловых животных. Их шерсть фосфоресцирует, добываемое из неё вещество используется для изготовления источников света, крайне необходимых в условиях Подземной страны. В неволе не размножаются или размножаются неохотно. Взаимно враждовали с драконами: питались их яйцами в отместку за то, что ящеры загрызали их детёнышей. Обладают большой физической силой (один зверь без труда разорвёт человек двадцать) и манёвренностью в бою (пример: бой Льва с одним из Шестилапых в пещере).
- Драконы (летающие ящеры) — также водятся в Подземелье. Взаимно враждовали с Шестилапыми: за то, что звери поедали их яйца, загрызали их детёнышей. По силе не уступали им. Рудокопы приручают драконов и летают на них; по имени известен ручной дракон Ойххо, приученный к дневному свету и участвовавший во многих исторических событиях, в том числе летавший за пределы Волшебной страны. Ойххо способен разговаривать, правда, на протяжении всего повествования он воспользовался этим умением только один раз, поприветствовав Энни и Тима.
- Гигантские орлы — обитают в северной части Кругосветных гор. Образуют своеобразное государство с суровыми законами, включающими жёсткий контроль над рождаемостью ввиду ограниченных пищевых ресурсов.
- Также в Волшебной стране встречаются животные, никогда не водившиеся в Новом Свете: к примеру, буйволы, слоны, тигры, шимпанзе и павианы. Их наличие можно объяснить работой Гуррикапа.

### Растительный мир
Растения, встречающиеся только в Волшебной стране:
- живительные сорняки, — происхождение неизвестно, дважды прорастали в окрестностях дома Урфина Джюса из семян, занесённых бурей, из них изготавливается живительный порошок;
- чудесный виноград — растёт в одной из долин Кругосветных гор, в юго-западной их части, ягоды его не только необыкновенно вкусны и питательны, но и позволяют преодолеть притяжение черных камней;
- кроличьи деревья — деревья, плоды которых по вкусу почти неотличимы от кроличьего мяса; растут на западе Волшебной страны, возделываются в лисьем королевстве не только как основной продукт питания подданных, но и для торговли с людьми;
- нух-нух — дерево, орехи которого обладают способностью бороться с сонливостью, при неумеренном употреблении вызывают галлюцинации, а, главное, действуют как наркотик. Привыкание излечивается Усыпительной Водой. Растёт в окрестностях Изумрудного города;
- рафалоо — дерево, из листьев которого делались фильтры, помогающие нормально дышать при Жёлтом тумане. Растёт в Голубой стране и Лесу Саблезубых Тигров, плоды съедобны, по крайней мере для ворон;
- маки — похожи на маки Большого мира, но цветки гораздо крупнее, с сильным усыпляющим ароматом; целое поле таких цветов расположено на левом берегу Большой реки, южнее дороги, вымощенной жёлтым кирпичом, представляя собой почти непреодолимую преграду для путников (если эти путники не являются искусственными существами);

## Народы и государства Волшебной страны

### Народы
Несмотря на небольшую площадь, территорию Волшебной страны населяет множество народов, различных как по культуре, так и по внешнему облику, но говорящих на одном языке. Все они — потомки людей, населявших территорию будущей Волшебной страны во времена Гуррикапа. Их общая особенность — маленький рост (примерно с восьмилетнего мальчика внешнего мира, то есть порядка 130 см; возможное исключение — Подземные рудокопы; в иллюстрациях Л. Владимирского почти в полный человеческий рост рисованы также Дин Гиор и Урфин Джюс).
- Жители Изумрудной (Зелёной) страны — название народа неизвестно или отсутствует. В раскраске предметов предпочитают зелёный цвет, за что населённая ими страна и получила название Зелёной.
- Жевуны́ — основной народ Голубой страны, куда они пришли не более тысячи лет назад. Прозваны так за привычку постоянно двигать челюстями, будто что-то пережёвывая. Любимый цвет — голубой, это традиционная расцветка их национального костюма (бархатный кафтан, узкие панталоны, ботфорты, широкополая шляпа с хрустальным шариком на верхушке и подвешенными к полям бубенчиками), жилищ (круглые домики с крышами, похожими на шляпы) и вообще всего, что можно раскрасить в голубой цвет. По характеру подавляющее большинство Жевунов — робкие миролюбивые человечки, способные чрезвычайно быстро переходить от горького плача к неудержимому веселью. Рост — как у восьмилетнего ребёнка Большого мира, это неоднократно подчёркнуто во всех книгах Волкова, что только взрослый человек получает среди них прозвище «Великан из-за гор», и наоборот, дети жевунов выглядят в глазах маленькой девочки Элли, «…такие крошечные, что Элли глаза раскрыла от изумления: они походили на кукол». Главное занятие Жевунов — сельское хозяйство. Около четырёхсот лет Голубой страной правила злая волшебница Гингема, заставлявшая Жевунов не только работать на неё, но и собирать для неё мышей, лягушек, пауков, пиявок, змей — которых они очень боялись, так что эта дань была для них настоящим наказанием. После гибели Гингемы Жевуны выбрали правителем Голубой страны старейшину Према Кокуса. Из народа Жевунов были родом Железный Дровосек, Урфин Джюс и, возможно, Людоед. В какой-то мере Жевуном можно назвать и Страшилу — его сделал крестьянин-Жевун, и одет сначала был Страшила в национальный костюм Жевуна.
- Мигуны́ — народ, населяющий Фиолетовую страну, прозваны так за привычку часто мигать. Любимый цвет — фиолетовый. Среди Мигунов много замечательных мастеров, механиков, ювелиров, слесарей. После гибели злой волшебницы Бастинды, четыре века державшей Мигунов в рабстве, они выбрали правителем Железного Дровосека — отчасти за его силу и неприхотливость, отчасти из-за своей любви к всевозможным механизмам, — и он их ожидания полностью оправдал.
- Болтуны́ — народ, населяющий Розовую страну. Любимый цвет — розовый, неотъемлемое свойство — болтовня, отучить от которой их не смогла даже волшебница Стелла: когда она однажды сделала их немыми, они выучили язык жестов. Несмотря на этот небольшой недостаток, Болтуны — милые и трудолюбивые люди. (Болтуны Волшебной страны соответствуют Кводлингам страны Оз).
- Жители Жёлтой страны — название народа неизвестно (в книгах Баума — Гилликины). Информации о нём в книгах практически нет. В одном из черновых вариантов «Жёлтого тумана» в дневниках Волкова вместе с Жевунами, Мигунами и Болтунами упоминается четвёртый народ Волшебной страны — Свистуны, как можно предположить, относящийся именно к Жёлтой стране[6]. В черновой редакции «Семи подземных королей» упоминается, что Жевуны торговали с жителями Жёлтой страны, получая от них краску для Подземных рудокопов[7]. По аналогии с жителями других «цветных» стран можно утверждать с достаточной долей уверенности, что жители Жёлтой страны предпочитают жёлтый цвет всем остальным. Правительницей Жёлтой страны является добрая волшебница Виллина.
- Подзе́мные рудоко́пы — потомки мятежников, сосланных в Пещеру в царствование короля Нараньи. Этот народ отличается бледной кожей и любовью к ярким и пестрым одеждам. Не переносят солнечного света. Большинство рудокопов занято добычей полезных ископаемых. Вынуждены постоянно торговать с Жевунами, выменивая руды, драгоценности и всевозможные изделия на съестные припасы (подземные фермы не приносят достаточного урожая). Королевству рудокопов — около тысячи лет. Первым правителем был избран принц Бофаро, лидер изгнанников, отправленных в Пещеру. После смерти Бофаро власть перешла к его семерым сыновьям, которые правили поочерёдно, сменяясь каждый месяц, а потом — к их потомкам. Специальные сановники — Храни́тели времени — следили за соблюдением очерёдности (поскольку в Пещере нет возможности определять время по небесным светилам, для отсчёта времени использовались песочные часы). Каждой из семи династий был присвоен один из цветов радуги, причём подданные семи королей обязаны были носить головные уборы цвета правителя (соответственно сменяя их каждый месяц). Королевский дворец был общий — семибашенный Ра́дужный дворе́ц, построенный в правление сыновей Бофаро, — но каждому из семи дворов был выделен один из секторов дворца. Крыша каждой из башен была раскрашена в цвет, символизирующий династию, этот же цвет был преобладающим цветом обстановки сектора. Примерно с 300-го года Подзе́мной э́ры (отсчитываемой со дня переселения) вода Священного источника используется для усыпления королей и их дворов на время междуцарствия. С того же времени должности королевских Хранителей времени отменены и оставлен один Хранитель времени, выбираемый из самых уважаемых граждан, причём первым бессменным Хранителем времени стал Беллино. Усыпление королей и, следовательно, фактическое уменьшение количества знати и шпионов в семь раз позволило долгое время содержать все семь дворов в условиях ограниченных продовольственных ресурсов. Ситуация ухудшилась после случайного разрушения Священного источника, но после того, как источник был восстановлен мастерами из Фиолетовой страны, по плану, предложенному Страшилой и поддержанному Хранителем времени Ружеро, все короли и придворные были усыплены одновременно и после пробуждения, забыв своё истинное прошлое и происхождение, получили различные рабочие профессии. Правителем Подземных рудокопов с общего согласия стал Ружеро. Вскоре после Великого Усыпления Подземные рудокопы частично переселились обратно на поверхность, на пустующие земли по соседству с Голубой страной Жевунов.
- Марра́ны, соседи ещё называют их Прыгуны́ — народ, населяющий горную долину к северу от Розовой страны. Сильные и ловкие, хотя и невысокого роста люди, азартные и вспыльчивые. Традиционно увлекаются разными видами спорта: прыжками (за умение делать гигантские прыжки другие народы даже прозвали их Прыгунами), бегом, кулачным боем, а после завоевательного похода — и перенятым от Мигунов и гостей из внешнего мира волейболом. На протяжении многих веков Марраны были самым отсталым народом Волшебной страны. В давние времена Марраны жили в городе на берегу подземной реки (по преданию, в Подземелье они укрылись от теснивших их врагов). Когда ресурсов этого района Подземелья стало не хватать, Марраны под предводительством князя Грона, после неудачной войны с подземными рудокопами, вынуждены были переселиться на поверхность, где они терпели много бедствий из-за того, что долго не могли приспособиться к дневному свету. К тому времени, когда Марраны обосновались в своей горной стране, они разучились пользоваться огнём, изготовлять железные орудия, утратили другие знания, и их уровень культуры так и оставался низким, потому что с другими народами они почти не контактировали. Впервые со всеми плодами прогресса — от огня до алкоголя и от деревянных домов до классового общества — Марранов познакомил Урфин Джюс, объявивший себя Огненным богом. Однако только после его свержения Марраны стали жить в мире со всеми народами и полноценно приобщаться к их культуре. Тогда же они изменили форму правления: отныне Марранами правили не князь и другие аристократы, а выборные старейшины.
- Гно́мы — маленькие человечки «ростом с локоток». Будучи, как они сами говорят о себе, «непревзойдёнными знатоками маскировки», гномы способны незаметно пробраться куда угодно и являются идеальными разведчиками. Несмотря на маленький рост, гномы хорошие мастера, и сообща они могли изготовлять предметы великанских размеров для злой волшебницы Арахны, своей повелительницы. Именно Арахна в своё время привела их в Волшебную страну из большого мира. Гномы — единственный народ, которому она не вредила, напротив — благодаря волшебству Арахны их жизнь продлевалась до ста пятидесяти лет, их дети никогда не болели, и на охоте им всегда сопутствовала удача. Гномы верно служили Арахне при её жизни, а когда Арахна была усыплена Гуррикапом, они охраняли её в течение пяти тысяч лет, относясь к этой обязанности как к религиозному обряду. Тогда же они начали вести летопись Волшебной страны, чтобы после пробуждения Арахна могла узнать обо всём произошедшем за время её сна. Долгое время гномы жили изолированно, не контактируя с другими народами (которые даже не подозревали об их существовании), и лишь после гибели Арахны перешли в подданство Страшилы, с обязательством продолжать вести летопись. Их навыки разведки сильно помогли в войне против Пришельцев.

Общая численность населения Волшебной страны упоминается автором лишь один раз, в пятой книге:

Фараманту было страшно, но и заманчиво побывать в Большом мире — одному из нескольких десятков тысяч жителей Волшебной страны.

Также в четвёртой книге упоминается, что Лестар провёл всеобщую мобилизацию мужчин-Мигунов, в возрасте от 18 до 30 лет, и таких набралось «около трёх тысяч». То есть получается, что мужчин-одногодок в стране Мигунов — около 250 человек, а всего одногодок — около 500 человек. Согласно книге «Семь подземных королей», в Пещере продолжительность жизни составляла 70 лет, во внешнем же мире была выше, но вряд ли намного. В таком случае, общая численность Мигунов не превышает 35—40 тысяч. Если допустить, что численность Болтунов, Жевунов и других народов примерно одинакова (В стране Марранов Урфин Джюс без труда набрал 2000 бойцов), то выходит, что всего в Волшебной стране проживает 200—300 тысяч жителей-людей.
Автор пишет, что длина канала вокруг Изумрудного города составляет 4 мили, то есть площадь города около 3,3 км², что может вместить около 50 тыс. жителей.

### Государства
На территории Волшебной страны существует пять крупных стран: на западе — Голуба́я страна́ (населённая Жевунами), на юге — Ро́зовая (где живут Болтуны), на востоке — Фиоле́товая (Мигуны), на севере — Жёлтая и в центральной части — Изумру́дная (Зелёная). Расположение этих стран не является геометрически правильным, в отличие от Оз: например, Голубая страна находится скорее к юго-западу, чем к западу от Зелёной. «Цветные» страны не всегда граничат друг с другом: между ними находятся более или менее обширные пространства, не заселенные ни одним из пяти основных народов и, таким образом, не относящиеся ни к одной из этих пяти стран. Иногда эти территории населены другими народами (например, в горах между Зелёной и Розовой странами живут Марраны, а в отрогах Кругосветных гор к западу от Розовой страны селятся гномы). Однако пять «цветных» стран все-таки являются в какой-то степени основными, и когда четыре волшебницы делили Волшебную страну, они распределили между собой именно эти основные страны: Голубая досталась Гингеме, Розовая — Стелле, Фиолетовая — Бастинде, Жёлтая — Виллине, Зелёная выступила в качестве нейтральной разделительной территории, а Страну Подземных рудокопов (ещё одно государство, расположенное в Пещере и сопоставимое по размерам со странами верхнего мира) никто не захотел брать. Страна Подземных рудокопов практически прекратила своё существование с переселением Подземных рудокопов на поверхность. Там они с согласия Жевунов заняли часть Голубой страны.
Говорящие животные также могут создавать государства или сходные с государством общественные образования. Так, к югу от Зелёной страны, между Большой рекой и Горой Марранов, находится звериное царство, которым правит Смелый Лев. А в западной части Волшебной страны, к западу от Страны Жевунов, находится лисье королевство. Лисий народ разделяется на два племени: рыжих и чёрно-бурых; в давние времена эти племена враждовали, но за сто лет до событий книг они слились и переселились в эту удобную для них местность. С тех пор существует обычай: если король страны рыжий, то его супруга должна быть чёрно-бурой, и наоборот. Лисы этой части страны создали настоящую цивилизацию, хотя изготавливать сложные предметы самостоятельно не могут и поэтому выменивают их у людей на продукцию сельского хозяйства, а именно на плоды кроличьих деревьев. Столица лисьего королевства — город Лисогра́д — представляет собой упорядоченную систему невысоких искусственных холмов, насыпанных в древние времена (неизвестно, были ли создателями города лисы или кто-либо ещё), в каждом холме обычно несколько нор. Королевский дворец представляет собой такой же холм, но с одним большим входом (достаточно высоким, чтобы человек мог пройти не нагибаясь) и обширным залом внутри (освещенным светящимися шариками, какие изготавливают Подземные рудокопы). На момент действия книги «Огненный бог Марранов» королём лис является Тонконюх XVI (рыжий), но он указывает, что существует чёрно-бурый претендент на престол — принц Кривоног.
В северной части Кругосветных гор располагается Долина гигантских орлов. Обитающим там орлиным племенем управляет местный вождь. В период действия «Огненного бога Марранов» таким вождём был орёл Аррахес, затем он погиб и его сменил Карфакс. Наследником является орлёнок Гориэк. Численность племени издревле ограничена числом сто, поскольку, в случае перенаселения, орлам грозила бы смерть от голода. Поэтому рождение птенчика должно быть обосновано заменой умершего, а во избежание ссор построена строгая очередь, когда кому обзаводится потомством.
Помимо собственно государственных образований у зверей, известна также одна немаловажная «общественная структура» — птичья эстафета, организованная вороной Кагги-Карр. Птицы помогают оперативно доставлять важные сообщения, передавая их по живой цепочке. Возможность подобной быстрой связи не раз помогала жителям Волшебной страны как в повседневной жизни, так и перед лицом грозных опасностей, например, в период борьбы с колдуньей-великаншей Арахной.

### Населённые пункты

#### Города
Большинство населения Волшебной страны живёт в деревнях или на фермах. У Жевунов и Марранов, по-видимому, города вообще отсутствуют.
- Изумрудный город — столица Зелёной страны и в определённой степени главный город всей Волшебной страны. Построен Гудвином. Прекрасный город, украшенный изумрудами и зелёным мрамором. Правда, настоящие изумруды присутствуют только на башнях — там, где их видно из-за городских стен. Внутри же бо́льшая часть украшений — простое стекло, кажущееся зелёным благодаря зелёным очкам, которые носят все жители и гости города.
- Розовый город — столица Розовой страны.
- Фиолетовый город — столица Фиолетовой страны, упоминается только в сказке «Волшебник Изумрудного города». В последующих книгах цикла речь идёт только о Фиолетовом дворце.
- Город Семи владык — столица Страны подземных рудокопов.
- Лисоград — «город» из насыпных холмов с норами, столица лисьего царства.
- Город Марранов — каменный город, находящийся в Пещере, в нём жили Марраны до переселения наверх.

#### Замки и дворцы
- Дворец Гудвина (Изумрудный дворец) — находится в Изумрудном городе. Подробного описания его нет, но судя по всему — это типичный дворец с тронным залом, многочисленными комнатами и подсобными помещениями. Дворец окружён высокой стеной и рвом с подъёмным мостом. Перед дворцом находится парк, украшенный фонтанами и клумбами.
- Фиолетовый дворец — резиденция правителей Фиолетовой страны. Построен в древние времена и сменил много владельцев на своём веку. В правление Бастинды был обнесён высокой стеной с острыми гвоздями наверху, при Железном Дровосеке стена была снесена, а вокруг дворца разбит парк.
- Дворец Сте́ллы (Розовый дворец) — находится в Розовой стране.
- Радужный дворец — находится в Стране подземных рудокопов, в Городе семи владык. Являлся резиденцией королей Подземной страны. Семь башен дворца были выкрашены в семь цветов радуги. Каждый король со своим двором занимал один из секторов дворца сообразно цвету своей династии. После переселения рудокопов наверх Радужный дворец стал понемногу приходить в упадок.
- За́мок Людоеда — находится в лесу к северу от Голубой страны, недалеко от дороги, вымощенной жёлтым кирпичом. За́мок стои́т на холме и окружён высокой стеной и рвом с перекидным мостом.
- За́мок Гуррикапа — находится в лесу в Голубой Стране. После смерти волшебника много веков стоял заброшенным — в «Семи подземных королях» даже говорится, что он со временем разрушился. Однако в повести «Тайна заброшенного замка» замок Гуррикапа предстает довольно хорошо сохранившимся — инопланетяне, проникшие в него, видят огромную мебель, гигантские предметы обихода, пытаются читать книги волшебника. Замок стал базой Пришельцев, именуемой «Ранавир» — «надёжное убежище».

#### Деревни и сёла
- Когида — деревенька в Голубой стране, недалеко от пещеры Гингемы. Единственная деревня Волшебной страны, название которой приведено в сказках Волкова. Упоминается в связи с тем, что оттуда родом Урфин Джюс.
- Селение подземных рудокопов — находится в северной части Голубой страны, у дороги, вымощенной жёлтым кирпичом.

### Пути сообщения
Самая известная дорога Волшебной страны — дорога, вымощенная жёлтым кирпичом. Этот путь, соединяющий Голубую страну и Изумрудный город, начинается на перекрёстке нескольких дорог недалеко от пещеры Гингемы и заканчивается у ворот Изумрудного города.

## Волшебство
Волшебная страна называется так потому, что в её пределах до сих пор существует волшебство, исчезнувшее во всём остальном мире. Это вовсе не означает, что за пределами Волшебной страны ничего волшебного не бывает, однако в Волшебной стране чудеса — самое обычное дело.

### Законы природы
На всей территории Волшебной страны постоянно наблюдаются отклонения от законов природы, обычных для внешнего мира, — закономерные или случайные. Две «странности» Волшебной страны появились по воле Гуррикапа:
- вечное лето: в Волшебной стране всегда тепло;
- говорящие животные: все звери и птицы в пределах Волшебной страны могут говорить по-человечески.

Остальные особенности, вероятно, в большинстве своём тоже как-то связаны с волшебством Гуррикапа, но прямо не объясняются:
- странные животные: многие из видов животных, населяющих Волшебную страну, в большом мире давно вымерли, либо никогда не существовали или даже физически не могли существовать, либо совершенно не типичны для Северной Америки;
- особенности геологии: многие природные объекты Волшебной страны не имеют аналогов во внешнем мире (Подземелье больше любой известной пещеры, овраги в Тигровом лесу являются по сути трещинами, образовавшимися после землетрясения, но необычно глубоки);
- локализованная магия: зачастую волшебные предметы и заклинания, безупречно работающие на территории Волшебной страны, оказываются бесполезными в Большом мире;
- оживающие механизмы: не только животные начинают говорить при пересечении границы Волшебной страны, но и искусственные существа (чаще всего это сложные механизмы, но есть и исключения) оживают и начинают действовать по собственной воле;
- нарушение законов физики: закона сохранения энергии в Волшебной стране, по-видимому, не существует вообще (во всяком случае, система, изобретённая Тилли-Вилли, успешно его обходит, а многие оживлённые или ожившие самостоятельно существа просто нарушают его на каждом шагу), способные к активному полёту животные могут быть гораздо крупнее, чем это возможно в Большом мире, и вообще, мир функционирует по законам Сказки, а не физики.

### Невероятные существа
Во всех шести книгах встречаются следующие ожившие искусственные существа:
- Страшила — соломенное чучело, которое стало ощущать окружающий мир ещё до завершения изготовления, а на следующий день обнаружило, что может также разговаривать и двигаться. Почему из всех пугал Волшебной страны такую насыщенную жизнь заслужило только одно, остаётся загадкой.
- Железный Дровосек — в прошлом обычный человек, все части тела которого были постепенно заменены механическими протезами.
- Существа, оживленные волшебным порошком Урфина Джюса:
  - медвежья шкура Топотун, чучело попугая, оленьи рога — были когда-то живыми существами,
  - деревянный клоун Эот Линг,
  - дуболомы — около двухсот деревянных солдат и капралов, а также полицейских (позже курьеров) — изготовленных из дерева. Всего Урфин сделал по крайней мере 19 взводов по 10 солдат и одному капралу. На последний же, 20-й взвод, Джюсу не хватило порошка, и едва-едва шевелящиеся дуболомы были отправлены в печь. Один взвод (гарнизон Фиолетовой страны) был уничтожен Железным Дровосеком, в основном же они, включая гарнизон Голубой страны, были захвачены живыми, и, после того как им вырезали новые добрые лица, стали весьма полезными и добросовестными работниками. Согласно книге в армии Урфина насчитывалось 163 солдата и 17 капралов, не считая гарнизонов, что указывает на уничтожение как минимум семи солдат, скорее всего во время осады Изумрудного города.
  - генерал дуболомов Лан Пирот (позже, когда ему сделали доброе лицо, учитель танцев), был выстроган лично Урфином из редкого палисандра и украшен многочисленными резными узорами.
- механические мулы Цезарь и Ганнибал — сконструированы за пределами Волшебной страны Фредом Каннингом, работают на солнечной энергии и управляются специальными рукоятками, скрытыми в гриве; после пересечения границы Волшебной страны становятся разумными и говорящими, но сохраняют все «технические характеристики».
- Тилли-Вилли — железный великан, сконструированный Чарли Блеком и мастерами Фиолетовой страны для борьбы с Арахной, первоначально заводная самоходная машина, управляемая водителем, но после запуска ожил, а вскоре изобрёл и способ усовершенствовать свой механизм, сделав его самозаводящимся. Примечательно, что несмотря на свой устрашающий вид, Тилли-Вилли добр и дружелюбен: в отличие от дуболомов, его характер не зависит от выражения лица (возможно, оттого, что он был сделан добрыми людьми).

### Волшебники и волшебницы
Известны по именам следующие волшебники и волшебницы, в разное время жившие в Волшебной стране:
- Арахна — волшебница-великанша, ростом в 30 локтей (около 10 метров), некогда явившаяся в Волшебную страну вместе со своими подданными — племенем гномов (известно, что и гномов, и колдовские принадлежности она в своё время украла у своей матери Карены). Самая злая волшебница, находившая удовольствие в насылании всевозможных бедствий на беззащитных людей. Была усыплена на пять тысяч лет Гуррикапом, по истечении этого срока проснулась и попыталась завоевать Волшебную страну, а поскольку с первого раза это не удалось, наслала ядовитый Жёлтый туман, чтобы вынудить жителей страны покориться. Погибла в бою с механическим великаном Тилли-Вилли и гигантским орлом Карфаксом.
- Бастинда — злая фея, одна из четырёх волшебниц, одновременно явившихся в Волшебную страну около четырёхсот лет назад и разделивших её по жребию, причём Бастинде досталась Фиолетовая страна Мигунов. Долгое время держала Мигунов в страхе, однако гибель подчинявшихся ей сорока волков, сорока ворон с железными клювами и стаи чёрных пчёл, а затем и трата последнего, третьего желания Золотой Шапки фактически лишили её волшебной силы (хотя у неё оставался ещё летающий зонтик, а своим единственным глазом она могла видеть на огромные расстояния). Бастинда боялась темноты и воды: ей была предсказана смерть от воды, и пятьсот лет она избегала любого прикосновения к воде, но в конце концов была случайно растоплена девочкой Элли, окатившей её водой из ведра. Приходилась сестрой Гингеме, которую терпеть не могла.
- Виллина — добрая волшебница Жёлтой страны, пожилая фея с длинными седыми волосами. Носит белую мантию и остроконечную шляпу со звёздочками. Обладает способностью мгновенно переноситься с места на места, а её волшебная книга может уменьшаться и увеличиваться в размерах по желанию хозяйки. Именно Виллина обезвредила смертоносный ураган, насланный злой волшебницей Гингемой «на весь род людской», так что он поднял обычно пустующий во время бурь (по сведениям, полученным из волшебной книги) домик-фургон Элли и бросил его на голову самой Гингемы. Посоветовала занесённой этим же ураганом в Волшебную страну девочке искать помощи у Гудвина, сославшись на предсказание своей волшебной книги, а через десять лет, тоже следуя указаниям волшебной книги, отправила по дороге, вымощенной жёлтым кирпичом, и Энни, младшую сестру Элли. Кроме того, Виллина — по просьбе вороны Кагги-Карр — спасла от неминуемой смерти Элли и Чарли Блека, застрявших в пустыне у чёрного камня, открыв тайну чудесного винограда. Слыла самой мудрой волшебницей.
- Гингема — злая волшебница Голубой страны, сестра Бастинды, которую ненавидела. Обитала в пещере, где поселила также филинов (одним из них был Гуамоколатокинт) и большую змею. Больше всего известна тем, что вызвала своими заклинаниями ураган, который должен был опустошить весь мир, пощадив только любимых Гингемой «лягушек, мышек, змеек, паучков», но вместо этого (по воле Виллины) принёсший домик Элли в Волшебную страну и уничтоживший саму Гингему. Во время правления Голубой страной заставляла Жевунов работать на неё и собирать для неё лягушек, змей, пауков, пиявок, и единственным человеком, добровольно пошедшим на службу к Гингеме, был Урфин Джюс. Также Гингема, в своё время, окружила всю Волшебную страну кольцом заколдованных Чёрных камней, которые словно магнитом притягивали к себе любого путника из внешнего мира, не давая ему пробраться в Волшебную страну.
- Гуррикап — волшебник гигантского роста, живший несколько тысяч лет назад. Известно, что он был так добр, что старался избегать даже убийства мелких существ вроде лягушек или насекомых, для чего всегда громко топал и шаркал ногами, чтобы они были предупреждены и успели уйти с его пути. Именно Гуррикап сделал Волшебную страну волшебной. Защитил жителей страны от злой феи Арахны, усыпив её на тысячи лет. Был самым могущественным волшебником. Жил в огромном замке, возведённом в один момент волшебством, — впоследствии именно в этом замке Пришельцы с планеты Рамерия устроили свою базу.
- Рамина — фея-мышь, королева полевых мышей. Однажды Железный Дровосек спас её от кота, и в благодарность за это она сначала помогла спасти Льва, уснувшего на маковом поле, а потом подарила Элли серебряный свисток, на зов которого обещала являться. Много раз помогала Элли (а впоследствии и Энни) и её друзьям, иногда лично (её способность мгновенно переноситься с место на место часто оказывалась полезной), иногда силами своих многочисленных подданных. Обладала даром предвидения и предсказала Элли, что её третье путешествие останется последним: её ждёт долгая и счастливая жизнь на родине, но в Волшебную страну она уже никогда не попадёт.
- Стелла — добрая волшебница Розовой страны, прекрасная и вечно юная. Открыла пришедшей к ней Элли секрет серебряных башмачков. Приняла решение вернуть Золотую Шапку предводителю Летучих Обезьян Уорре, чтобы им больше не пришлось выполнять ничьи злые желания. Впоследствии сохраняла с племенем Летучих Обезьян хорошие отношения, и именно они отнесли в подарок Страшиле волшебный телевизор — вместе с наказом присматривать за Урфином Джюсом, реванш которого Стелла предвидела. Самая могущественная волшебница (за исключением Гуррикапа)

### Люди, выдававшие себя за волшебников
- Гудвин Великий и Ужасный — американец, однажды приземлившийся в центральной части Волшебной страны на воздушном шаре, спустившемся с небес, и принятый поэтому за великого волшебника. Выдавая за магию технические достижения, ловко поддерживал эту репутацию около тридцати лет, вызывая страх и почтение не только у населения, но и у настоящих волшебниц, несмотря даже на его неудачную войну с Бастиндой. Он был разоблачен Элли и её друзьями, после чего решил улететь вместе с Элли в Большой мир. Хотя и не был настоящим волшебником, выполнил заветные желания спутников Элли — доказав тем самым, что для того, чтобы творить настоящие чудеса, вовсе не надо обладать волшебной силой (особенно если дело происходит в Волшебной стране). Народ продолжает считать его волшебником. В Большом мире он по возвращении был известен как фокусник в цирке в городке, неподалёку от фермы Смитов, а позже держал бакалейную лавку. От путешествий в Волшебную страну отказывался.
- Урфин Джюс — бывший помощник Гингемы, объявивший себя наследником её колдовских тайн. Честолюбив, хитёр, угрюм и сварлив. Жевуны верили, что он действительно злой волшебник, особенно после того, как он, заполучив волшебный порошок, оживил медвежью шкуру и деревянного клоуна. Создал свою армию из «дуболомов», созданных им из дерева и оживленных. Завоевав Изумрудный город, продолжал поддерживать репутацию злого волшебника, поедая поддельных мышей и пиявок. Однако после потери власти уже никогда не фигурировал в качестве волшебника — во время своей следующей авантюры он объявил себя уже богом огня, используя спрятанную в кулаке зажигалку Чарли Блека. В итоге снова был разоблачён и изгнан с позором. Позже переосмыслил свою жизнь, раскаялся и перешёл на сторону добра.

### Артефакты
- Волшебные книги — наличествуют у каждого настоящего волшебника (кроме, может быть, Рамины). Используются не только для хранения записанных заклинаний, но и для предсказания будущего и получения другой важной информации. Детальнее всего описывается волшебная книга Виллины: огромный том, который, в отличие от большинства других волшебных книг, может существовать также в виде крохотной книжечки размером с напёрсток, значительно более удобной для переноски. Известно также, что информация в волшебной книге Виллины была каким-то образом организована по алфавитному принципу. Большую роль сыграла также книга заклинаний Арахны. Выглядела как обычная пергаментная книга, которую могла успешно читать не только сама Арахна, но и любой человек. Однако известно, что, сотворяя заклинания, Арахна могла давать дополнительные указания, обращаясь именно к книге, и что после сожжения книги всё волшебство Арахны потеряло силу, из чего следует, что сама книга все-таки была чем-то бо́льшим, чем просто тетрадкой для записей. Более того, даже обыкновенный человек (не волшебник) мог творить волшебство, пользуясь волшебной книгой. Так, Чарли Блек после смерти Арахны смог снять Жёлтый туман с Волшебной страны, воспользовавшись заклинанием из волшебной книги колдуньи.
- Сере́бряные башмачки́ — обладали многими волшебными свойствами, большинство из которых остались неизвестными. Защищали своего хозяина, а также, как выяснилось позже, могли переносить его в любое место за три шага. Принадлежали Гингеме, после её гибели попали к Элли. Во время путешествия в Изумрудный город и особенно во время пребывания в Фиолетовой стране их защита много раз оказывалась спасительной. А когда Стелла открыла Элли секрет башмачков, девочка смогла использовать их, чтобы перенестись на родину, в Канзас. Перелёт был успешным, но сами башмачки при этом были утеряны навсегда.
- Сере́бряный свисто́к — позволял вызывать королеву полевых мышей Рамину. Был подарен Раминой Элли в благодарность за спасение от дикого кота. Использовался Элли много раз, а потом она подарила его Энни, своей младшей сестре, на день рождения. Хотя Элли привыкла к мысли, что в Канзасе волшебные предметы не действуют, у Энни получилось вызывать мышей свистком и на родной ферме, но, поскольку животные в Большом мире не говорят по-человечески, девочка не смогла извлечь из этого никакой пользы. На какое-то время Анна, мать Энни и Элли, даже отобрала свисточек у дочери, боясь за сохранность своих припасов, но когда Энни отправилась в Волшебную страну, волшебный свисток был ей возвращен. В Подземелье свисточек не работал.
- Золота́я Ша́пка — позволяла каждому своему владельцу трижды вызывать племя Летучих Обезьян и давать им приказ. Слова, вызывающие Летучих Обезьян, были записаны на подкладке. Золотая Шапка была изготовлена много веков назад одной могущественной феей, которую Летучие Обезьяны чем-то обидели. Эта фея стала первой владелицей Золотой Шапки, но потом Шапка ещё много раз переходила из рук в руки, пока не попала к Бастинде. Первое желание Бастинда истратила, чтобы захватить власть над Мигунами, второе — чтобы отбить нападение армии Гудвина, а третье — чтобы расправиться с Элли и её спутниками (впрочем, предводитель Обезьян Уорра отказался убивать Элли, потому что на ней были волшебные серебряные башмачки). После уничтожения Бастинды Золотая Шапка попала к Элли, которая не знала о её волшебных свойствах, пока ей не рассказала о них Рамина. Первый приказ перенёс Элли и её друзей в Изумрудный город. Второй она истратила напрасно, приказав Летучим Обезьянам перенести её в Канзас — но за пределы Волшебной страны они не могли вылететь. Третий был использован, чтобы переправиться через Гору Марранов в Розовую страну, к волшебнице Стелле. После этого Элли намеревалась передать Золотую Шапку Страшиле, но по совету Стеллы отдала Шапку ей: Стелла обещала использовать последние три желания на благо, чтобы перенести спутников Элли в страны, правителями которых они стали, а затем вернуть Золотую Шапку Обезьянам, чтобы никто больше не мог беспокоить их исполнением любых желаний, в частности для злых целей.
- Зонтик Бастинды — был способен переносить свою хозяйку «с места на место на манер ковра-самолёта»[8]. В эпоху переселения четырёх фей в Волшебную страну зонтик имел чёрный цвет, а в период пребывания Элли в рабстве у Бастинды — у зонтика уже лиловая окраска. После гибели Бастинды был сожжён кухаркой Фрегозой.
- Чёрные камни (ср. чёрный камень) — большие (размером с дом) тёмные камни с надписью «Гингема», расположенные в Великой Пустыне в пределах видимости Кругосветных гор и цепью окружающие всю Волшебную страну, притягивают всех путников, приходящих из внешнего мира, если они не уроженцы Волшебной страны. Для приблизившихся к Чёрному камню его притяжение непреодолимо: хотя в непосредственной близости к камню (примерно в радиусе 100 шагов) оно почти не ощущается, при удалении сила притяжения постепенно усиливается и в конце концов вынуждает пленника остановиться и вернуться. Ягоды чудесного винограда полностью защищают от притяжения черных камней и позволяют свободно уйти от камня. Не действуют камни и на путешественников, возвращающихся в Большой мир из Волшебной страны. Камни эти были некогда установлены злой волшебницей Гингемой, хотя неизвестно, «пригодились» ли они хоть раз при её жизни. Уже после гибели Гингемы один из камней притянул сухопутный корабль, на котором Элли и Чарли Блек пытались пересечь пустыню. Спасла их ворона Кагги-Карр, на которую (как на жительницу Волшебной страны) камень не действовал: она по совету Виллины принесла им гроздь чудесного винограда. Когда Энни и Тим первый раз путешествовали в Волшебную страну, они уже знали о существовании Чёрных камней и попытались преодолеть эту преграду, проехав точно посредине между двумя соседними камнями, чтобы их притяжение компенсировало друг друга, но притяжение одного из камней оказалось сильнее, и они спаслись только благодаря силе механического мула Ганнибала. Через несколько лет Чёрные камни доставили много проблем инопланетянам, попытавшимся установить на них радарные пушки, но их командиру полковнику Мон-Со удалось освободить всех притянутых, отбуксировав их вертолёты в сторону от камней. Урфин Джюс, вдохновлённый этой историей, разрушил один из камней и использовал его осколки во время похищения изумрудов из кабинета генерала Баан-Ну, «проболтавшись» о кладе Гуррикапа под кучей камней с надписью «Гингема» и пока генерал пытался спастись, унёс все его изумруды.
- Волшебный телеви́зор — ящик розового дерева с матовым экраном, показывающий на экране любой объект, находящийся на территории Волшебной страны (не может показать ни Большой мир, ни Пещеру, а также не действует во время Жёлтого тумана). Активизируется специальным заклинанием-паролем. Был подарен Стеллой Страшиле Мудрому для развлечения, а также для наблюдения за врагами. Оказался незаменимым средством разведки во время второй войны с Урфином Джюсом, нападения Арахны и нашествия инопланетян. После захвата Изумрудного города армией Марранов волшебный ящик на некоторое время попал к Урфину Джюсу, но он, не зная пароля, не мог им воспользоваться. В дальнейшем был похищен из Изумрудного дворца Тимом О’Келли и некоторое время хранился у Энни и Тима. Всё остальное время телевизор находился у законного владельца — Страшилы.
- Серебряный о́бруч — выглядит как изящное головное украшение, серебряное с рубиновой звёздочкой на лбу, при нажатии на эту звёздочку делает невидимым хозяина и все предметы, к которым тот прикасается (так что одного этого обруча на голове Энни было достаточно, например, чтобы сделать невидимыми саму Энни, Тима, которого она держала за руку, и мулов, которых они вели на поводу). Автоматически меняет размер, оказываясь впору любому существу, которое пытается его надеть. Некогда серебряный обруч принадлежал Бастинде, но его похитил Тонконюх, лисёнок, подаренный Бастинде сестрой Гингемой. Обруч помог ему сбежать из замка Бастинды и избежать многих опасностей по пути на родину, а потом и завоевать власть в лисьем королевстве. Серебряный обруч хранился в лисьем королевстве как величайшая ценность, но когда Энни вызволила Тонконюха из капкана, он без колебаний подарил ей обруч, который ему самому в качестве короля был уже не нужен и даже опасен (в случае попадания к соперникам в борьбе за престол). Энни и Тим много раз использовали волшебный обруч во время войны с Урфином Джюсом, а впоследствии и для проникновения на базу инопланетян, однако применить его для борьбы с Арахной не удалось, так как тогда он оказался временно утерян: его случайно унесла сбежавшая ручная лань, вернувшаяся только с наступлением Жёлтого тумана.
- Ковёр-самолёт — принадлежал колдунье-великанше Арахне (точнее, был украден ею в незапамятные времена у её матери, Карены). На этом ковре Арахна летала по Волшебной стране. Развязанная Арахной захватническая война против жителей Волшебной страны печально сказалась на судьбе ковра-самолёта. Сначала он был пробит градом выстрелов из пращей, которыми Марраны сопроводили свой отказ признать волшебницу императрицей и платить ей дань. Ущерб от прорех привёл к снижению подъёмной силы и скорости ковра. Затем внушительный кусок ковра-самолёта оттяпал дракон Ойххо, когда Арахна облетала одну из деревень Подземных рудокопов. Этот кусок, перешитый и подштопанный рудокопами, поступил в распоряжение Ружеро, который использовал его для деловых поездок, а впоследствии достался Тиму О’Келли как участнику освободительной экспедиции против Арахны. Оставшуюся у колдуньи бо́льшую часть ковра привели в порядок гномы, но, спустя некоторое время, ковёр был полностью съеден мышами Рамины — специально чтобы лишить Арахну возможности передвижения по воздуху. Примечательно, что нити ковра в желудках мышей сохранили свои волшебные свойства, и когда Арахна напустила на мышей котов, тем удалось подняться в воздух и улететь. Но позже, когда нити были переварены и вышли из организма естественным путём, мыши утратили способность к полётам. А когда Арахна погибла и победители сожгли её волшебную книгу, перестал действовать и коврик Ружеро.
- Свисток Бастинды — свисток, с помощью которого Бастинда могла вызвать одним свистом 40 волков с железными клыками, двумя — 40 ворон с железными клювами, а тремя — рой ос с отравленными жалами. Перестал действовать после уничтожения этих существ спутниками Элли.

## Некоторые сведения из истории Волшебной страны

### Начало
Волшебная страна в таком виде, в каком она существует, была создана шесть-семь тысяч лет назад великаном-волшебником Гуррикапом, который много помогал людям, но, состарившись, задумал уйти на покой и поселиться подальше от людей, докучавших ему своими просьбами. Территория будущей Волшебной страны показалась ему ненаселённой, и он, выбрав её для своего места жительства, окружил страну непроходимыми горами и пустыней. Он же повелел, чтобы в Волшебной стране было вечное лето, и наделил птиц и зверей даром речи. Узнав, что в стране все-таки живут люди, Гуррикап не стал отменять своё волшебство и поселился в замке у Кругосветных гор, запретив людям приближаться к нему.

### Усыпление Арахны
Через несколько веков в Волшебной стране появилась злая волшебница Арахна, причинившая жителям страны — и людям, и животным — много бед. Гуррикапу пришлось устранить Арахну, но он был слишком добр, чтобы убить какое бы то ни было живое существо, поэтому он решил усыпить её на самый долгий срок из возможных — пять тысяч лет. Арахна умела принимать любой облик, и для того, чтобы поймать её, Гуррикапу потребовалась помощь всех зверей и птиц. Однако после усыпления к Арахне вернулось её обычное обличье.
Гномы не бросили свою повелительницу на съедение диким зверям и решили заботиться о её теле до пробуждения, когда бы оно ни произошло. Тогда же они начали вести свою знаменитую летопись.

### Неизвестные века
О нескольких тысячах лет, прошедших после этого, известно очень мало. За это время в Волшебной стране образовалось несколько государств. В летописи гномов сохранились подробные отчёты и об этих временах, но Арахна пропускала их, почти не читая («Королевство Феома… Империя Балланагар… Могучий завоеватель Агранат… Кому какое дело до этих призраков, давно ушедших в мир теней?»)
В этот период умер и был забыт Гуррикап.

### Изгнание Бофаро
У короля Нараньи, правившего одним из государств в западной части Волшебной страны, был сын и наследник Бофаро. Наранья царствовал очень долго, и Бофаро, которому надоело ждать его смерти, решил свергнуть отца с престола. Когда заговор был раскрыт, принц Бофаро и его сторонники — несколько тысяч человек — были осуждены на вечное поселение в Пещере, с жёнами и детьми, и никто из их потомков по приговору Нараньи не должен был вернуться на поверхность земли.
Изгнанники выбрали Бофаро своим королём. На берегу Срединного озера был основан город. После того как охотник Карум придумал укрощать Шестилапых и драконов и использовать их в хозяйстве, земледелие значительно упростилось и, несмотря на суровые условия Пещеры, экономика начала развиваться. Больше всего людей теперь работало в шахтах, поэтому колонию изгнанников стали называть Страной подземных рудокопов.

### Завещание Бофаро
У Бофаро, короля Страны подземных рудокопов, было семь сыновей, и он долго не мог выбрать преемника. В конце концов, устав от их интриг, он решил назначить наследниками всех семерых, с тем чтобы они царствовали поочерёдно, каждый по месяцу. После смерти Бофаро его воля была исполнена, и в стране установилось правление семи королей. При первых семи королях был построен дворец с секторами семи цветов радуги, а столица Страны подземных рудокопов получила своё название — Город Семи владык.
Переход к поочередному правлению вызвал много проблем, потому что законы менялись каждый месяц, а короли к тому же постоянно соревновались друг с другом и в изощрённости этих законов, и в пышности дворов. Необходимость содержать семь дворов, к тому же постоянно растущих, легла тяжким бременем на экономику. Тем не менее такая ситуация с небольшими изменениями сохранилась на долгие века после Бофаро.

### Открытие Усыпительной воды
В конце третьего века Подземной эры ловчий Ортега случайно обнаружил в лабиринте пещер ранее неизвестный источник воды, обладавшей странным свойством: любой человек, отпивший из источника, засыпал очарованным сном, неотличимым от смерти, а проснувшись, становился подобен новорожденному младенцу и не помнил ничего из своего прошлого — впрочем, все умения и память можно было восстановить за несколько дней занятий. Узнав о свойствах Усыпительной воды, Хранитель времени Беллино придумал усыплять королей на время междуцарствия. Короли поддержали его предложение, и с этого времени каждый двор проводил шесть месяцев из семи в состоянии волшебного сна.

### Переселение Марранов на поверхность
Кроме подземных рудокопов, в Подземелье обитало ещё одно человеческое племя — Марраны. В отличие от рудокопов, они селились на берегу подземной реки — не в главной Пещере, а в другом подобном пещерном образовании, значительно меньшем по размерам. Почва там была более каменистая, поэтому земледелие было невозможно. Со временем численность Марранов увеличивалась, и охота и рыболовство перестали удовлетворять потребности племени. Тогда Марраны под предводительством князя Грона попытались занять часть Пещеры, но подземные рудокопы отбили нападение и выгнали всех переселенцев на поверхность земли. Марраны несколько лет странствовали по Волшебной стране, пытаясь приспособиться к дневному свету и терпя бесчисленные бедствия, за это время они одичали и разучились пользоваться огнём. В конце концов Марраны остановились в ненаселённой ранее горной долине в южной части Волшебной страны.

### Раздел страны между четырьмя феями
В разных концах североамериканского материка жили четыре волшебницы: две добрые (Виллина и Стелла) и две злые (сёстры Гингема и Бастинда). Обеспокоившись приближением людских поселений к своим убежищам, все четыре феи одновременно занялись поисками более спокойного места жительства — и все четыре остановили свой выбор на Волшебной стране. О наличии соперниц они узнали, уже перебравшись в Волшебную страну. После недолгого спора волшебницы решили разделить страну по жребию. Гингеме досталась Голубая страна, Виллине — Жёлтая, Бастинде — Фиолетовая и Стелле — Розовая. При этом волшебницы дали клятву, что не будут покидать надолго свои страны.

### Появление Гудвина
Однажды в центральной части Волшебной страны приземлился воздушный шар, в корзине которого находился странно одетый человек по имени Джеймс Гудвин. На самом деле это был ярмарочный баллонист из Канзаса, но местные жители, увидев, что он «спускается с неба», приняли его за великого волшебника. Гудвин умело воспользовался ситуацией и объявил себя правителем Зелёной страны, лежащей между владениями четырёх фей. Чтобы упрочить своё положение, Гудвин принял титул Великого и Ужасного. Со временем за Гудвином закрепилась слава наиболее могущественного из всех чародеев Волшебной страны, хотя на самом деле никаким колдовским искусством «Великий и Ужасный» не обладал, а все его «чудеса» были всего лишь ловкими цирковыми трюками.

### Строительство Изумрудного города
Практически сразу Гудвин начал строительство Изумрудного города, продолжавшееся несколько лет. По его гениальной задумке, Изумрудный город должен был потрясать своим богатством и великолепием благодаря бесчисленным изумрудам и зелёному мрамору городских стен, бульваров и площадей. Драгоценные зелёные изумруды должны были сверкать везде, даже лежать между камнями мостовой. Однако достаточного количества изумрудов для постройки целого города Гудвину собрать не удалось, несмотря на то, что часть драгоценных камней Великий и Ужасный выменял у подземных рудокопов. Поэтому Гудвин решил пойти на уловку: недостаток строительного материала мнимый волшебник восполнил обычным белым мрамором, а чтобы обман не раскрылся, каждый, кто жил или входил в Изумрудный город, должен был, по приказу правителя, надевать зелёные очки, закрывавшиеся сзади на замочек. В результате каждому, кто надевал такие очки, всё вокруг казалось зелёным. Однако богатство Изумрудного Города всё равно было огромно, ведь изумруды башен и стен вокруг города были настоящими.

### Война Гудвина с Бастиндой
На заре своего правления Гудвин предпринял попытку освободить Мигунов из-под власти злой Бастинды, собрав войско и выступив против злой колдуньи, но потерпел неудачу. Призванное Бастиндой племя Летучих Обезьян разметало армию волшебника, едва не захватив в плен самого полководца. Этот поход навсегда врезался в память бывшего ярмарочного баллониста, он приказал использовать высокую старинную башню, находившуюся к югу от Изумрудного города, недалеко от городских стен, в качестве круглосуточного наблюдательного пункта. Днём и ночью на башне стоял дозор, предупреждая о появлении Летучих Обезьян, злых волшебниц и прочих врагов.

### Затворничество Великого и Ужасного
Испугавшись, что после такой неудачи народ разоблачит его, Гудвин заперся в тронном зале и никогда больше никому не показывался. Даже дворцовым слугам не позволялось видеться с правителем, а хозяйственные распоряжения они получали, стоя перед закрытой дверью в покои «волшебника». Ореол таинственности вокруг Гудвина подкреплялся выбранным им титулом Великого и Ужасного чародея. Те же, кто приходил на приём к Гудвину, видели теперь его в разных, совершенно причудливых формах: птиц, зверей, чудовищ — на самом деле, то были лишь искусно сделанные чучела из папье-маше, приводимые в движение системой различных блоков и веревочек. Сам Гудвин стоял за ширмой тронного зала и говорил через рупор, пугая никогда не видевших ничего подобного посетителей своим громовым голосом. Так Гудвин прожил много-много лет, пока, наконец, его опасениям не суждено было сбыться, — его разоблачила маленькая девочка Элли, случайно попавшая из Канзаса в Волшебную Страну.

### Появление Элли и «передел мира»

#### Коварный замысел Гингемы
Однажды Гингема решила вызвать грандиозный ураган, чтобы уничтожить человечество, но добрая волшебница Виллина, узнав об этом, обратила ураган против самой Гингемы. При этом она позволила ветру принести в Волшебную страну (и сбросить на голову Гингемы) один-единственный домик из канзасской степи, который во время ураганов всегда пустовал. Однако на этот раз в домике оказались девочка Элли и её пёсик Тотошка. Они благополучно перенесли перелёт, но вернуться на родину не могли.

#### Путешествие Элли и её друзей
По совету Виллины Элли и Тотошка отправились в Изумрудный город по дороге, вымощенной жёлтым кирпичом, чтобы просить помощи у самого Гудвина. По пути к ним присоединились соломенное пугало Страшила с заветным желанием раздобыть мозги и стать не глупее других людей, Железный Дровосек, мечтающий получить сердце, и Трусливый Лев, которому нужна была смелость. Однако Гудвин отказался выполнять их желания раньше, чем они нейтрализуют волшебницу Бастинду, правительницу Фиолетовой страны (тем самым освободив её подданных-мигунов от тирании), и друзьям пришлось отправиться в новый поход. В Фиолетовой стране они едва не погибли, и Элли осталась в живых только благодаря серебряным башмачкам, найденным в своё время в пещере Гингемы — так как почти растерявшая свою волшебную силу Бастинда не решалась напасть на девочку, носившую волшебный артефакт. Злая волшебница решила хитростью отнять у Элли башмачки, и однажды натянула над полом верёвку, о которую Элли споткнулась и лишилась одного башмачка. Рассердившись на колдунью, Элли облила её ведром воды — и от этого Бастинда погибла (так как ей было суждено умереть от воды), и, таким образом, миссия Элли была выполнена.

#### Исполнение желаний
Гудвин, хотя и не был настоящим волшебником, выполнил заветные желания спутников Элли. Исполнить просьбу самой девочки Гудвин тоже был готов — он решил вернуться в Канзас на своём воздушном шаре и взять Элли и Тотошку с собой. Но случайность помешала этому: порыв ветра оборвал верёвку, и Гудвин покинул Волшебную страну один. Тогда Элли и её друзья отправились в новое путешествие, к доброй волшебнице Стелле, и та подсказала способ вернуться домой — для этого можно было воспользоваться серебряными башмачками, что Элли и сделала.

#### Передел мира
В результате этих событий обе злые волшебницы (Гингема и Бастинда) погибли, а Великий и Ужасный Гудвин покинул Волшебную страну. И если правителем Голубой страны был выбран знатный старейшина Прем Кокус, то престолы двух других освободившихся стран были заняты друзьями Элли: Железного Дровосека выбрали своим правителем Мигуны, а Страшилу сам Гудвин назначил своим преемником. Смелый Лев также получил свой трон — в лесу возле Розовой страны он убил чудовище и стал царём зверей.

### Первая война с Урфином

#### Переворот в Голубой стране
Вскоре после гибели Гингемы её бывший помощник Урфин Джюс случайно завладел чудодейственным живительным порошком. Произошло это, когда на огород Джюса ураганом занесло странный сорняк, молодую поросль которого удалось уничтожить, только изрубив её в порошок и высушив его на металлическом противне. Изучив свойства порошка и выяснив, что это средство позволяет оживлять не только, например, чучела животных, но и деревянные игрушки, Урфин Джюс принял решение создать деревянных солдат в человеческий рост (позже получивших название дуболо́мов) и с их помощью захватить власть. Чтобы сократить время на создание армии, он обучил первых двух сделанных им солдат столярному мастерству, а также привлёк к заготовке материалов жителей Когиды. Робкие Жевуны не посмели отказать Джюсу, который (после оживления им медведя Топотуна и деревянного клоуна Эота Линга) прослыл злым волшебником и наследником искусства Гингемы. Поэтому создание армии шло быстрыми темпами.
Когда изготовление и обучение первых пяти взводов (по десять солдат в каждом), пяти капралов, стоящих во главе этих взводов, и генерала Лана Пирота было завершено, деревянная армия захватила Когиду. Дуболомам было приказано окружить деревню, чтобы не дать Жевунам возможности предупредить Према Кокуса. Когидские кузнецы получили приказ выковать сабли для генерала и капралов. Тогда же была принята система нумерации солдат и раскраски взводов в разные цвета (первопричиной тому послужила просьба дуболомов дать им одежду, так как Жевуны дразнили их «голыми»). Перевооружение армии и покраска солдат (с привлечением местных маляров) заняли несколько дней, затем армия Урфина Джюса выступила в поход. Према Кокуса и его работников удалось застать врасплох, и они, не оказав никакого сопротивления, признали себя побеждёнными. Урфин Джюс стал правителем Голубой страны.

#### Покорение Изумрудного города
Когда стало известно (от лесных птиц, для которых пересекавшие дорогу ВЖК овраги не были препятствием), что Гудвин покинул Волшебную страну и его преемником стал Страшила, хоть и прозванный Мудрым, но не обладающий никакими сверхъестественными способностями, Урфин Джюс принял решение захватить Изумрудный город. Поход деревянного войска оказался более сложным, чем можно было предполагать (дуболомы, мало знакомые с окружающим миром и не располагающие высоким интеллектом, попадали в разнообразные переделки, что приводило к многочисленным задержкам пути), но в конце концов армия достигла Изумрудного города. Однако защитники города (по одной версии — Дин Гиор, Фарамант и Страшила, по другой — все местные жители) успели закрыть городские ворота и подготовиться к обороне. Отбив нападение стаи птиц под предводительством Кагги-Карр, армия Джюса вышла к городу. Горожане отказались сдаться, и началась осада, продолжавшаяся три дня. Многочисленные атаки дуболомов были успешно отражены, и ситуация зашла в тупик. Однако посланцу Урфина Джюса (по одной из версий это был Эот Линг, по другой — филин Гуамоколатокинт) удалось найти в Изумрудном городе потенциального предателя — смотрителя дворцовой умывальни Руфа Билана, ненавидевшего нового правителя, — и вступить с ним в тайные переговоры. Ближайшим вечером слуга Руфа Билана принёс защитникам бочонок вина, в которое было подмешано снотворное. Руф Билан сам участвовал в обороне, и подозрений ни у кого не возникло. Вскоре заснули все, кроме Страшилы, связать которого для Руфа Билана и его слуги не составило труда. Затем Билан открыл городские ворота, и армия Джюса вошла в город. На следующее утро было объявлено, что Изумрудным городом отныне правит Урфин Джюс.
Руф Билан сообщил Джюсу, что Страшила послал за помощью к Железному Дровосеку, и к моменту его прибытия у городских ворот была организована засада. Руф Билан, занявший для этого место Стража Ворот, сказал Железному Дровосеку, что неприятели ушли, и открыл калитку, а под аркой ворот Дровосека встретил взвод дуболомов, которым удалось, пользуясь неожиданностью, обезоружить и связать его. Кагги-Карр осталась на свободе, но Страшила и Железный Дровосек оказались в плену у Урфина Джюса.

#### Волшебная страна под властью Урфина
На следующий день после сдачи города было объявлено, что желающие служить Урфину Джюсу будут приняты милостиво и получат должности при дворе. Однако большинство бывших придворных предпочли сохранить верность Страшиле и проигнорировали приглашение нового властителя. Лишь несколько человек согласились пойти на службу к Урфину, за что заслужили всеобщее презрение. Главным государственным распорядителем стал Руф Билан. Но сторонников новой власти было недостаточно, чтобы образовать пышный двор, о котором мечтал Джюс.
Страшиле и Железному Дровосеку было также предложено перейти на службу к Урфину в качестве наместников. Несмотря на то, что отказ грозил им гибелью, бывшие Правители решительно отвергли предложение тирана. Тогда Джюс дал им полгода на размышления. Этот срок Страшила и Дровосек должны были провести в старинной сторожевой башне, где все могли их видеть: Джюс рассчитывал, что это послужит наглядным доказательством его могущества и великодушия. Однако этот расчёт не оправдался: пленники стали для горожан героями.
Другие шаги нового правительства, такие как снятие изумрудов с башен и стен, также не добавили ему популярности. На «народное празднество», устроенное по случаю принятия Джюсом королевского титула («Урфин Первый, могучий Король Изумрудного города и всей Волшебной страны») людей пришлось сгонять насильно.
Производство дуболомов продолжилось и в Изумрудном городе. К первым пяти взводам постепенно добавилось ещё двенадцать. Кроме того, была создана полиция для вылавливания недовольных. Полицейские тоже изготовлялись из дерева, но были тоньше и слабее, отличались прыткостью и острым слухом. Вооружением полиции служили рогатки.
В Голубую и Фиолетовую страны были назначены наместники (Кабр Гвин и Энкин Флед соответственно), с которыми были посланы взводы деревянных солдат. На завоевание Жёлтой и Розовой стран Урфин не решился.

#### Поход Элли и Чарли Блека
Заточённые в башне Страшила и Железный Дровосек приняли решение позвать на помощь Элли. Кагги-Карр согласилась доставить в Канзас письмо — древесный лист с рисунком, изображавшим Страшилу и Дровосека за решёткой. Найти Элли было непросто, так как ворона за пределами Волшебной страны утрачивала дар речи и ей оставалось только подслушивать разговоры людей, но Кагги-Карр это удалось, и Элли получила письмо. Случилось так, что в это время на ферме Смитов гостил моряк Чарли Блек, родной дядя Элли. Он и раньше мечтал побывать в Волшебной стране, о которой ему рассказывала племянница, но теперь для этого путешествия появилась существенная причина. После долгих уговоров родители Элли согласились отпустить её в опасное путешествие вместе с Чарли.
В каком направлении находится Волшебная страна, было известно, Чарли, Элли с Тотошкой и Кагги-Карр удалось достичь Великой пустыни. На построенном Чарли сухопутном корабле они пересекли значительную часть пустыни, но затем надолго застряли у притянувшего их Чёрного камня Гингемы и неминуемо погибли бы, если бы Кагги-Карр не принесла по совету волшебницы Виллины гроздь чудесного винограда, разрушавшего чары камня. Переход через горы благодаря разведке Кагги-Карр оказался не очень трудным, и в конце концов путники оказались в Голубой стране.
На первом военном совете было принято решение позвать на помощь Смелого Льва. Вызвать его в Голубую страну отправилась Кагги-Карр. Однако на обратном пути она остановилась на несколько дней в Изумрудном городе и рассказала Страшиле и Железному Дровосеку об успехе своей миссии. Страшила же вскоре упомянул о возвращении Элли в импровизированной речи перед горожанами. Так, несмотря на обещание Кагги-Карр, а затем и Страшилы, хранить прибытие людей из-за гор в тайне, Урфину Джюсу стало известно о появлении Элли, и меры безопасности были усилены, что впоследствии заставило Элли и Чарли искать потайные пути к Изумрудному городу.
Однако прежде чем отправляться в путь, Чарли решил освободить Голубую страну от наместника Кабра Гвина. С помощью Жевунов удалость заманить Гвина в лес и взять в плен сначала дуболомов из взвода охраны, а потом и самого наместника. На следующее утро состоялся суд, на котором было принято решение отправить Кабра Гвина в Изумрудный город без охраны. Испугавшись саблезубых тигров и других опасностей, он предпочёл каторжные работы на рудниках.
Сам отряд освободителей тоже двинулся к столице по дороге, вымощенной жёлтым кирпичом, однако вскоре после переправы через реку им пришлось скрываться, так как на всех дорогах были выставлены полицейские дозоры. Кагги-Карр предложила воспользоваться заброшенным подземным ходом, ведущим к сторожевой башне. С помощью королевы мышей Рамины вход в этот коридор удалось найти, и после многочисленных приключений отряд собрался в башне. Однако одновременно с освобождением Страшилы и Дровосека надо было организовать побег Дина Гиора и Фараманта. Элли, переодевшись местной жительницей и с помощью повара Балуоля пробравшись к камере Дина Гиора и Фараманта, передала им пилку для перепиливания решётки. Беглецам удалось выбраться из города, причём жители окрестных ферм по договорённости с Фарамантом направили полицейских по ложному следу. Во время погони за пленниками, уходившими в это время в противоположном направлении, по нелепой случайности погиб начальник полиции: собственные подчинённые расстреляли его из рогаток, приняв за беглеца.
После воссоединения отряда в овраге у начала подземного хода, куда Элли привела Дина Гиора и Фараманта, Страшила принял решение отправиться в Фиолетовую страну, так как только Мигуны могли изготовить оружие, необходимое для будущей войны.

#### Освобождение Фиолетовой страны
Первым делом друзья решили освободить Фиолетовую страну из-под гнёта наместника, Энкина Фледа. Сам наместник был человеком трусливым, но опорой его власти служил целый взвод дуболомов под началом капрала Ельведа. Дин Гиор, возведённый Страшилой в сан фельдмаршала, предложил отправить наместнику вызов на честный бой. Друзья рассчитывали победить в сражении, полагаясь на силу и умение Железного Дровосека. Составленное совместными усилиями письмо отнесла Фледу ворона Кагги-Карр. Задетый за живое наместник решил принять бой, надеясь на лёгкую победу, так как численное превосходство было на его стороне. Однако приведённый им в условленное место отряд дуболомов был практически полностью разбит Железным Дровосеком. Дровосек одолел десятерых солдат, и лишь в последний момент уцелевший капрал Ельвед подкрался к Дровосеку сзади и сокрушил его ударом дубины. Увидев, что соперник сломлен, Энкин Флед направил капрала на стоявших поодаль друзей Элли, решив захватить девочку в плен и перебить всю её компанию. Но осуществить это убийство помешал один из Мигунов, оружейник Лестар, бросившись из засады прямо под ноги ретивому капралу Ельведу. Тотчас на поле битвы ринулись Мигуны, до сих пор тайком наблюдавшие за схваткой, и связали Ельведа и наместника. Таким образом власть Урфина Джюса в Фиолетовой стране была низложена. Мигуны помогли друзьям восстановить Железного Дровосека и все вместе стали готовиться к освободительному походу против главных сил Джюса. Лестар придумал вооружить Мигунов шипастыми металлическими булавами, чтобы крушить дубовые головы солдат Урфина, а Чарли Блек помог местным мастерам соорудить настоящую пушку, стреляющую огнём.

#### Разгром армии Урфина
Тем временем в столице дела Урфина Джюса шли всё хуже и хуже. Кругом его окружала ненависть, жители готовили восстание, а запасы живительного порошка, на котором зиждилось могущество Джюса, подошли к концу. На последний, 18-й, взвод дуболомов осталась лишь жалкая горсть порошка, но его не хватило, чтобы вдохнуть в деревянных воинов достаточно жизни, и Джюс отправил их в печку. Билан, опасаясь гнева короля, умышленно скрывал от него истинное состояние дел в государстве. Поэтому, не зная, насколько серьёзно вооружена армия Мигунов, Джюс решился выступить походом против Фиолетовой страны, чтобы восстановить там своё владычество. Две армии сошлись в чистом поле, но настоящего сражения не получилось. Мигуны выкатили вперёд пушку, и единственный её выстрел решил исход битвы: дуболомы, увидев, что на них летят горящие тряпки, бросились врассыпную, оставив своего повелителя на произвол судьбы. Джюс хотел было спастись бегством, но путь назад оказался отрезан: дорогу перегородили восставшие жители Изумрудной страны. Власть Урфина пала. Победители пленили поверженного короля, переловили дуболомов и отправились в Изумрудный город. Там состоялся суд. Согласно гениальной идее Страшилы, дуболомам решено было вырезать вместо злобных рож новые улыбающиеся лица. Это полностью изменило характер деревянных людей, и их решено было превратить в мирных работников. Бывший генерал Лан Пирот сделался учителем танцев. Изменники-горожане покаялись и были прощены, за исключением главного предателя, Руфа Билана, который скрылся от справедливого возмездия в подземном ходе, ведущем в страну рудокопов. Сам Урфин Джюс, не выказавший и тени раскаяния в содеянном, был приговорён к изгнанию. Победители надеялись, что жизнь среди людей, которым Урфин причинил столько зла, станет для него достаточным наказанием и поможет перевоспитаться к лучшему. Красота Изумрудного города, изрядно пострадавшая за время владычества Джюса, была восстановлена, и вскоре Элли, Чарли Блек и Тотошка отправились в обратный путь, в Канзас.

### Кризис в Стране подземных рудокопов
После падения власти Урфина его бывший первый министр Руф Билан задумал скрыться от народного гнева в подземной Пещере. Заблудившись, он случайно разрушил Священный источник, снабжавший рудокопов Усыпительной водой. Несмотря на тяжесть этого прегрешения рудокопы сохранили жизнь Билану, а король Ментахо даже дал ему место помощника лакея при дворе. Однако с исчезновением Усыпительной воды вековой порядок в Пещере нарушился — пропала возможность усыплять королей на период междуцарствия. И когда, спустя полгода, все семь дворов (включая королей, их родственников, министров, придворных, шпионов и солдат) проснулись, в стране наступил голод, потому что народ оказался не в силах содержать такое число нахлебников. По иронии судьбы в этот самый момент в Пещере появилась Элли вместе со своим троюродным братом Фредом: дети исследовали пещеру в штате Айова, но внезапный обвал отрезал им путь назад, а затем подземная река принесла их прямо во владения рудокопов. По наущению Билана короли пленили Элли, решив, что девочка владеет волшебной силой, а значит, способна восстановить Священный источник. Элли удалось послать гонца наверх, к Страшиле, с просьбой о помощи.
Прослышав о том, что Элли в плену, её друзья пришли в негодование и намеревались уже пойти войной на семерых королей, но в последний момент Страшила придумал, как уладить дело миром. Делегация верхних жителей спустилась в Подземелье, и мастера Фиолетовой страны сумели проложить трубы до волшебной воды, которую теперь можно было набирать в любой момент. Каждый из королей решил тайком устранить остальных от власти, но Страшила подстроил так, что были усыплены все семь королей вместе со своими свитами — по пробуждении им внушили, будто они были ремесленниками. А вскоре выяснилось, что ничто не препятствует рудокопам переселиться наверх. Руф Билан был усыплён на 10 лет. Освобождённая Элли вместе с братом возвратилась домой на ручном драконе, причём фея Рамина предсказала девочке, что та больше не вернётся в Волшебную страну.

### Вторая война с Урфином

#### Восстание Карфакса
Обитавшие в Кругосветных горах гигантские орлы испокон веков соблюдали строгую очерёдность выведения птенцов. Закон этот был необходим, чтобы сохранять численность племени на одном уровне (предотвращая тем самым проблемы с недостатком пищи) и избегать споров между семьями. Но вековая традиция была нарушена, когда вождь орлов Аррахес после гибели своего единственного сына и наследника присвоил очередь другого орла, Карфакса, и его подруги Араминты. Карфакс и некоторые другие орлы, полагая, что нарушение древнего закона лишает Аррахеса права быть вождём, начали готовить восстание. Однако нашёлся предатель, выдавший имена заговорщиков вождю. Аррахес предпринял неожиданное нападение на Карфакса и его сторонников. Заговорщики были разбиты, Араминта погибла, а самому Карфаксу пришлось спасаться бегством.

#### Пришествие «Огненного бога»
Лишившись королевского престола в Изумрудном городе, Урфин Джюс, по решению победителей, отправился в изгнание. Семь или восемь лет провёл он в своей усадьбе, мечтая о реванше. И судьба пошла ему навстречу. Волею случая Урфин спас от неминуемой смерти гигантского орла Карфакса, и тот, в знак благодарности, согласился помочь Джюсу взять власть над отсталым племенем Марранов (Прыгунов). Урфин ввёл благородного орла в заблуждение, убедив птицу, что им движет не жажда власти, а лишь желание приносить добро людям. В долину Марранов Урфин прилетел на спине Карфакса, в огненно-красном одеянии и с зажжённым факелом в руке — так Джюс изобразил из себя Огненного бога, рассчитав, что веками боявшиеся огня Прыгуны признают его своим вождём и покровителем. План оказался верен — воинственные Марраны и впрямь не оказали сопротивления, доверившись новоявленному «божеству».

#### Реванш Урфина Джюса
Возглавив племя Марранов, Джюс умело спровоцировал народное недовольство, а затем направил гнев Прыгунов на соседние народы — Жевунов и Мигунов, которых объявил виновными во всех тяготах жизни Марранского племени. Карфакс разгадал коварный замысел Урфина, отказался помогать его низменным планам и даже предсказал ему поражение. Но было уже слишком поздно — Марраны согласились пойти войной на соседей. Урфин стал во главе спешно организованной армии и повёл её в завоевательный поход на Волшебную страну. Без особого труда полчища Прыгунов захватили Фиолетовую страну; Железный Дровосек вновь стал пленником Урфина Джюса. А вскоре, после недолгой осады, пал Изумрудный город. Даже подаренный Страшиле Стеллой чудесный телевизор, позволявший наблюдать за действиями врага, не помог соломенному человечку отразить нападение и избежать плена. Итак, блестяще разработанная операция увенчалась успехом — Джюс взял реванш и вернул себе трон короля Изумрудной страны.

#### Энни и Тим
Однако дальше удача отвернулась от захватчика. В Волшебную страну явилась девочка Энни (младшая сестра Элли), вместе со своим другом Тимом. Всей душой желая посетить сказочную страну Эллиного детства, ребята преодолели Великую пустыню верхом на великолепных механических мулах, питавшихся солнечной энергией. По пути Энни оказала неоценимую услугу лисьему королю Тонконюху XVI, за что получила в подарок волшебный серебряный обруч, делающий невидимкой любого, кто его надевал, и тех кто прикасался к носителю обруча. Узнав, что Урфин вновь поработил народы Волшебной страны, Энни и Тим развернули освободительную борьбу с узурпатором, в чём им оказала активную помощь Кагги-Карр, возглавлявшая подпольное сопротивление Джюсу. Под прикрытием серебряного обруча дети благополучно миновали марранские дозоры, освободили Страшилу и Дровосека и перебрались в Фиолетовую страну, где к тому времени Мигунам под руководством Лестара удалось сбросить власть захватчиков. Между тем, три отборные роты Марранов, посланные Джюсом на покорение Жевунов и рудокопов, потерпели сокрушительное поражение, столкнувшись с Шестилапыми и драконом Ойххо, без единой жертвы, ибо, согласно плану Ружеро, Прыгунов надлежало лишь деморализовать. Да и в самом Изумрудном городе авторитет Огненного бога среди Марранов стал падать, поскольку Прыгуны поняли, что искусство «повелевать огнём» доступно не только «богу», но и всем другим жителям Волшебной страны.

#### Чудовищный обман
Прознав о поражениях на Западе и Востоке и желая укрепить пошатнувшуюся дисциплину в своей армии, Джюс задумал одним решительным ударом выправить положение. Для этого он пошёл на гнусный обман, объявив, что весь гарнизон Прыгунов, оставленный в Фиолетовой стране, был жестоко вырезан Мигунами и скормлен свиньям. Преисполненная возмущением и жаждой мести, армия Марранов почти в полном составе покинула Изумрудный город и ринулась в Фиолетовую страну, чтобы отплатить Мигунам за невиданное злодейство. Но в самый последний миг обман открылся — добравшись до Фиолетовой страны Марраны увидели, как их якобы «зарезанные» товарищи мирно и весело играют с Мигунами в волейбол. В одно мгновение Марраны осознали, что всё это время Джюс их дурачил, добиваясь лишь своей личной власти. «Огненный бог» был немедленно низложен и ему пришлось спасаться бегством. А Марраны, приобщённые к цивилизации, вернулись в свою долину и стали налаживать новую жизнь — без богов, жрецов и князей, и, главное, в мире со всеми другими народами Волшебной страны.

### Пробуждение Арахны и Жёлтый туман

#### Пробуждение Арахны
Спустя год после падения «Огненного бога» Волшебную страну потрясли новые испытания — пробудилась от пятитысячелетнего сна злая колдунья, великанша Арахна. Узнав, что давний её соперник, волшебник Гуррикап, давно умер, Арахна вознамерилась беспрепятственно подчинить себе Волшебную страну. К сожалению для себя, за время долгого сна колдунья забыла многие важные заклинания, но часть волшебной силы у неё ещё сохранилась, и кроме того, в подчинении Арахны было многочисленное племя верных гномов.
Тем не менее, Арахна облетела на ковре-самолёте некоторые страны Волшебного края и потребовала от населявших его народов признать её верховной владычицей. Но притязания колдуньи натолкнулись на яростное сопротивление, и злая фея вынуждена была отступить с большим уроном.

#### Искушения Урфина Джюса
Эот Линг и Топотун покинули бедного Джюса. Очередное крушение надежд наводит Урфина на размышления о своей судьбе и он приходит к выводу, что прожил жизнь не так, как следовало. Встретив доброжелательное отношение со стороны тех, кого он угнетал, бывший правитель решает исправиться и, если удастся, искупить то зло, которое он причинил народам Волшебной страны.
Раскаяние его столь сильно, что он сознательно пренебрегает открывшимися новыми возможностями силой вернуться к власти — уничтожает живительные растения, вновь появившиеся на его огороде, и отказывается от сотрудничества со злой колдуньей Арахной, предрекая её поражение от жителей Волшебной страны

#### Искушения Руфа Билана
После пробуждения не прошёл процедуру перевоспитания, так как был похищен гномами по приказу их хозяйки, злой волшебницы Арахны. Согласился пойти к ней на службу, став порученцем и мелким шпионом колдуньи. Билан представлял Арахну на переговорах о сдаче с Подземными рудокопами, Марранами и самим Страшилой. Во время похода против своей госпожи шпионил за караваном, направлявшимся к её пещере.

#### Жёлтый туман
Первая неудача не отвратила Арахну от коварного замысла. Поразмыслив, волшебница избрала верное средство принудить строптивых жителей Волшебной страны к покорности. Она наслала на страну ядовитый Жёлтый туман, который пагубно действовал на людей и животных, мешая им нормально видеть и даже просто дышать. Более того, колдовской туман плохо пропускал солнечные лучи, и в Волшебной стране, впервые за долгие века, лето сменилось осенью, а затем и зимой. Урожаи погибли от холода, а дома жителей, привычных к вечному лету, были не приспособлены к морозам. Таким образом Волшебная страна оказалась на краю катастрофы.
Из сложившейся ситуации было лишь два возможных выхода — сдаться на милость Арахны или же вступить с ней в борьбу и победить. Правитель Изумрудного города Страшила Мудрый избрал второй путь, и, чтобы борьба оказалась успешной, обратился за помощью к друзьям из-за гор.

#### Создание Железного рыцаря и война с Арахной
Прилетевшие из Канзаса по просьбе Страшилы Энни, Тим и Чарли Блек энергично включились в организацию сопротивления великанше Арахне. По чертежам моряка Чарли мастера Мигуны создали гигантского железного рыцаря Тилли-Вилли, размерами не уступавшего Арахне. Едва сделав первый шаг, Тилли-Вилли ожил. Он стал главным воином организованной Чарли Блеком экспедиции, которая отправилась на поиски Арахны. В освободительный отряд, помимо Тилли-Вилли, вошли сам моряк Чарли, Энни, Тим, взвод дуболомов, а также Страшила, Дровосек и другие официальные лица. Попытки Арахны помешать продвижению освободительной экспедиции не увенчались успехом.

#### Сражение в горах и итоги войны
Тем временем целая мышиная армия под предводительством Рамины и Тима предприняла героический поход сквозь бурю и снег, вторглась во владения Арахны и лишила колдунью ковра-самолёта. Оставшись без магических средств передвижения, злая фея бросилась искать спасения в бегстве. Но участники экспедиции выследили её при помощи волшебного телевизора и, заручившись поддержкой гигантского орла Карфакса, в конце концов настигли колдунью в горах. Доблестный рыцарь Тилли-Вилли и орёл Карфакс атаковали Арахну с двух сторон. Невиданная битва исполинов окончилась гибелью злой колдуньи. А вскоре победители нашли её волшебную книгу и избавили страну от постылого Жёлтого тумана. Племя гномов, испокон веку служившее Арахне, перешло под покровительство Страшилы, а библиотека Изумрудного города обогатилась многотомной летописью, которую гномы исправно вели на протяжении долгих тысячелетий. Изменник Руф Билан был вновь ненадолго усыплён, дабы затем пройти перевоспитание. Холода отступили, на смену зиме пришла чудесная весна, а вскоре в свои права вновь вступило вечное лето.

### Инопланетное вторжение

#### Высадка Пришельцев
Через два с половиной года после гибели Арахны на Волшебную страну обрушилась новая беда. С далёкой планеты Рамерия на огромном звездолёте прибыла на Землю завоевательная экспедиция. Экипаж космического корабля состоял из воинственного отряда менвитов (господ) и прислуживавших им арзаков (рабов). Во главе экспедиции стоял чванливый генерал Баан-Ну. Под его началом находились также полковник Мон-Со, звёздный штурман Кау-Рук и множество менвитов низшего ранга, которым в свою очередь вынужденно подчинялись миролюбивые арзаки. Личным слугой генерала Баан-Ну был арзак Ильсор, который на самом деле являлся тайным вождём всего народа арзаков. Экипированные по последнему слову техники, инопланетяне вначале собирались завоевать всю Землю; однако наблюдения показали, что неплохо развитая и хорошо вооружённая земная цивилизация будет опасным противником. Они почти решили отказаться от завоевания, когда обнаружили явно отсталую в техническом отношении Волшебную страну (о существовании магии им не было известно). Пришельцы высадились на окраине Волшебной страны. Они обустроили военную базу в заброшенном замке Гуррикапа и развернули враждебные действия против местных жителей. С помощью лучевых пистолетов менвиты безжалостно истребляли попадавшихся им на глаза птиц; на скалах Кругосветных гор, кольцом опоясывавших Волшебную страну, захватчики разместили смертоносные пушки-радары; лётчики-менвиты захватили в плен нескольких землян, чтобы выведать у них полезную информацию. Тогда Жевуны, напуганные агрессивностью Пришельцев, обратились за помощью к Страшиле, а тот, осознав что опасность порабощения грозит на сей раз всему миру, вызвал на подмогу друзей из Канзаса. Энни и Тим в сопровождении повзрослевшего Фреда Каннинга вновь прилетели в Волшебную страну на драконе Ойххо.

#### Сила гипноза
Помимо лазерных пистолетов, самонаводящихся радарных установок и боевых вертолётов менвиты располагали ещё одним страшным оружием — гипнозом. Именно способность загипнотизировать собеседника, глядя ему в глаза и полностью подчиняя его своей воле, помогла в своё время менвитам превратить в рабов вольный и мирный народ арзаков: так менвиты сделались хозяевами на Рамерии и точно так же они планировали подчинить непокорных землян. Однако Ильсор, слуга генерала Баан-Ну, обладал исключительной силой воли и был способен противостоять гипнозу. Это помогло ему вести тайную борьбу за освобождение своего народа из-под власти менвитов. Вместе с тем Ильсор, втайне от генерала, наладил контакты с землянами и помог им организовать сопротивление захватчикам.

#### Противостояние
Под руководством генерала Баан-Ну менвиты начали активную подготовку к атаке на Изумрудный город. Помимо обычной жажды власти генералом двигало ещё и желание наживы — он рассчитывал завладеть несметными сокровищами Изумрудного города. С этой же целью он приказал группе арзаков начать добычу изумрудов на обнаруженных поблизости заброшенных шахтах. Тем временем, одна из радарных установок тяжело ранила орлёнка Гориэка, сына Карфакса, а лётчикам-менвитам удалось захватить в плен девочку Энни и бывшего подземного короля Ментахо. Сторонники Страшилы тоже не бездействовали. Пока Альфред Каннинг разыскивал необходимые минералы, чтобы соорудить взрывчатку, способную уничтожить вражеский звездолёт, Страшила заслал в стан врага разведчиков-гномов. Кроме того, отряд дуболомов, защищённых зеркальными щитами, совершил набег на лагерь инопланетян — лазерные лучи менвитов не причинили дуболомам никакого вреда, но, отражаясь от зеркальных щитов, ранили самих стрелявших. В окрестностях замка Гуррикапа появился великан Тилли-Вилли — с помощью краски и разнообразных накидок он несколько раз менял внешность, чтобы у Пришельцев создалось впечатление, будто великанов в Волшебной стране несколько. Таким образом сторонники Страшилы стремились запугать врагов. Урфин Джюс проявил самостоятельную инициативу: под видом поставщика фруктов к столу менвитского генерала, он проник в лагерь Пришельцев и внимательно следил за всем, что там происходит. В конце концов, Джюс обнаружил, что обычные изумруды помогают арзакам преодолеть гипнотическую зависимость от господ-менвитов. Урфин задался целью выкрасть шкатулку генерала Баан-Ну, чтобы раздать хранившиеся в ней изумруды арзакам и тем самым освободить их угнетённый народ из рабства.

#### Операция «Страх»
В назначенный час целая эскадрилья боевых вертолётов под командованием полковника Мон-Со отправилась бомбить Изумрудный город. Эта операция, придуманная генералом Баан-Ну, получила кодовое название «Страх». Страшила и его друзья приготовились достойно встретить захватчиков; Фред Каннинг даже раздал местным жителям настоящие револьверы и винтовки (он вывез из Канзаса несколько ящиков), в лесу засели дуболомы, а великан Тилли-Вилли получил задание сбивать вражеские вертолёты. Но менвитской эскадрилье не суждено было долететь до Изумрудного города — прямо в воздухе она была атакована разъярёнными орлами Карфакса. Многие птицы были ранены или погибли в этой страшной битве, но им удалось отразить вражеское нашествие и вывести из строя большинство вертолётов. Оригинально проявил себя штурман Кау-Рук, отказавшись истреблять гордых орлов и нарушив тем самым приказ начальства. Незадолго до этого, Тим, надев серебряный обруч, пробрался в лагерь Пришельцев и освободил Энни. Заодно, пользуясь невидимостью, мальчишка учинил в лагере целый переполох и окатил из шланга самого генерала. Затем полчища полевых мышей Рамины изгрызли имущество менвитов, причинив этим существенные неудобства захватчикам. После всего этого в сердцах уцелевших инопланетян поселился тот самый страх, который они хотели обрушить на мирных жителей Волшебной страны.

#### Конец завоевательной экспедиции
Пока напуганный Баан-Ну отчаянно пытался найти новые способы, чтобы подчинить себе землян, Урфин Джюс расставил хитроумную ловушку и сумел наконец выкрасть генеральскую шкатулку с изумрудами. Таким образом, путь к свободе для арзаков был открыт. А мастера-Мигуны под началом Лестара провели по трубам Усыпительную воду прямо к лагерю Пришельцев. Вскорости были усыплены все менвиты, за исключением Кау-Рука, которому образ жизни менвитов был не по душе. Ильсор, Кау-Рук и арзаки посетили Изумрудный город, вдоволь подивившись на чудеса Волшебной страны. Затем арзаки погрузили спящих менвитов на космический корабль и, взяв с собой необходимый запас изумрудов, отправились в полёт на родную планету, сообщив ей предварительно о бесполезности завоевания Земли; вёл корабль звёздный штурман Кау-Рук. На прощание Ильсор оставил Страшиле радиопередатчик — последнюю ниточку связи инопланетян и землян.

## Сиквелы «Изумрудного города» других писателей
- Сказочная повесть «Лазурная фея Волшебной страны» Алексея Шпагина (2020) — стилизованное под слог А. М. Волкова продолжение приключений Страшилы, Железного Дровосека, Смелого Льва, сестёр Энни и Элли. Сюжет строится вокруг поиска волшебного пера Синей Чайки.
- В 1997—2004 гг. Сергей Сухинов написал ряд из 10 собственных сиквелов к первой книге Волкова про Волшебную страну: «Дочь Гингемы», «Фея Изумрудного города», «Секрет волшебницы Виллины», «Меч чародея», «Вечно молодая Стелла», «Алхимик Парцелиус», «Битва в Подземной стране», «Король Людушка», «Чародей из Атлантиды» и «Рыцари Света и Тьмы». Помимо них, в 2000 году Сухинов выпустил девять отдельных рассказов, сообщающих новые сведения об истории и географии Волшебной страны (а также о не упомянутых в его книгах деталях биографий некоторых персонажей), а в 2001 — приквел «Гудвин, Великий и Ужасный» о появлении Гудвина в Волшебной стране и постройке Изумрудного города. Хотя в предисловии Сухинов пишет, что своей декалогией продолжает лишь «Волшебника Изумрудного города» без учёта следующих пяти книг Волкова, некоторые детали из этих книг всё же упоминаются в декалогии. Серия Сухинова сюжетно мрачнее цикла Волкова и рассчитана на аудиторию постарше. В отличие от сказок Волкова серия Сухинова относится к жанру фэнтези. Финал последней книги «Рыцари Света и Тьмы» оставил ряд незавершённых сюжетных линий; часть из них получит развитие в новой трилогии «После битвы», публикуемой с 2020 года.
- Художник Леонид Владимирский написал собственное продолжение — книгу «Буратино в Изумрудном городе» (1996).
- Юрием Кузнецовым написан научно-фантастический цикл «Изумрудный дождь» (1992), в котором автор увязывает судьбы двух удаленных друг от друга миров — Рамерии и Земли — через придуманные им «синхротоннели», которые позволяют мгновенно переноситься с планеты на планету. Также появляется сюжетная линия, происходящая на постсоветском пространстве с мальчиком Костей Талкиным, и в параллельном «антимире» на планете Ирэна. Исторически именно этот цикл является первым сиквелом к циклу Волкова. С 2014 года автором создано свыше 20 повестей-продолжений под общим заглавием «Лабиринты Волшебного мира».